# Raúl Iturriaga
Raúl Eduardo Iturriaga Neumann (Santiago, 23 de janeiro de 1938) é um general do Exército chileno. 

## Carreira
Ele estava encarregado de um centro de detenção secreto conhecido como La Venda Sexy ("Sexy Olhos Vendados") e La Discothèque - por causa do abuso sexual infligido a prisioneiros vendados enquanto música alta mascarava seus gritos. Assessor do general Manuel Contreras, chefe da DINA, ele foi responsável por vários assassinatos realizados como parte da Operação Condor. Ele foi condenado à revelia na Itália pelo assassinato fracassado do democrata-cristão Bernardo Leighton, e era procurado tanto na Espanha quanto na Argentina. Neste último país, ele é acusado do assassinato do general Carlos Prats. Mais tarde, descobriu-se que ele também desempenhou um papel proeminente no assassinato do diplomata hispano-chileno das Nações Unidas, Carmelo Soria.
Em junho de 2007, Iturriaga se escondeu para escapar de uma sentença de 10 anos de prisão proferida pelo juiz Alejandro Solís (reduzida para cinco anos pela Suprema Corte chilena) pelo desaparecimento forçado do membro do Movimento de Esquerda Revolucionária Luis San Martín.  Ele foi finalmente capturado em agosto de 2007 em Viña del Mar.